# フランソワ・アンリ・ピノー
フランソワ・アンリ・ピノー（François-Henri Pinault、フランス語: [pino]  ;1962年5月28日生まれ）はフランスのビジネスマンで、2005年からケリング会長兼最高経営責任者（CEO）、2003年から投資会社・アルテミス社長。 彼のリーダーシップの下で、ケリングは小売業態を売却し、ラグジュアリーブランドとなった。

## 生い立ち

### 教育、初期のキャリア
フランソワ・アンリ・ピノーの父、フランソワ・ピノー（François Pinault）は、Pinault S.Aの創始者で、後に同社はピノー・プランタン・ルドゥーテ、PPR、その後、ケリングになった。1985年、HEC School of Managementを卒業。在学中、他の仲間の学生とともに、既存のCRM会社Soft Computingを共同設立し、データベースソフトウェア開発者としてパリのHewlett-Packardでインターンシップをした。卒業後、ロサンゼルスのフランス領事館でファッションと新技術分野の研究を担当し、兵役を終えた。
1987年、PPR（当時Pinault Distribution）でキャリアを始めた。1988年に購買部門のマネージャー、1989年にフランスボワ産業（France Bois Industries）のヘッドマネージャー、1990年にPinault Distributionのヘッドマネージャーになった。
1990年代には、Pinault DistributionはPPRになり、小売業界における国際プレーヤーになった。フランソワ・アンリ・ピノーは、1993年にCFAOの社長に就任、1997年にフナックのCEOに就任した。

### PPRからケリングに
2003年5月、PPRの副社長およびPinaultファミリーの資産を管理する持株会社であるArtemisの会長に就任した 。2005年3月、PPRの会長兼CEOに就任した 。
グループの責任者として、彼はヨーロッパ市場へのPPRの密接な関係と、数多くのビジネスとの折衷的な組み合わせについて心配が大きくなった。 高成長分野を探した結果、彼はグループを、ファッションとラグジュアリーに向けた 。PPRの主要小売資産であるConforama 、 CFAO 、Printemps 、Fnac、La Redouteを売却。 その後PPRは、1999年から子会社のグッチグループと合併した。 グッチ 、イヴ・サンローラン 、ボッテガヴェネタ 、バレンシアガ 、ブシュロン 、アレクサンダーマックイーン 、ステラマッカートニーの各ブランドは、現在PPRの幹部の直属のもとにあった。 スイスの時計メーカーGirard-Perregaux （2011）、イタリアのテーラーBrioni （2011）、香港の宝石商Qeelin （2012）、イタリアの宝石商Pomellato （2013）、イギリスのChristopher Kane （2013）、 ドイツ人デザイナーTomas Maier 、スイスの時計メーカー ユリス・ナルディン （2014）の買収により、高級ブランドのポートフォリオを拡大した。 ケリングはまた、 Puma （2007）およびVolcom （2011）の買収により、スポーツおよびライフスタイル部門を開発した。 彼は、ラグジュアリー（贅沢）とテキスタイル（繊維産業）において、汚染を劇的に減らすための新しい解決策を導入することによって、持続可能性を会社の柱にした。
2003年から2014年にかけて、PPRの売上高は半分以上減少したが、その利益は40％増加した。2005年から2017年にかけて、当グループのラグジュアリー品（高級品）収入は30億から100億ユーロに増加した。
2013年6月、フランソワ・アンリ・ピノーは、グループの名前をPPRからKeringに変更した。新しい名前は彼のブルターニュのルーツを基にしたもので、「Ker」はその地域の方言で「家」を意味し、「思いやり（caring）」のように聞こえる。2018年、売上高は前年比27％増の155億ユーロとなったため、彼はルイ・ヴィトンとグッチの業績を長期的に上回ると発表した。
2018年、ケリングのスポーツ＆ライフスタイル部門からの撤退と、ラグジュアリー部門のみに集中することを確認した。

### その他の役割
- FinancièrePinaultのマネージャー
- GroupeArtémisの社長
- Soft Computingの共同創設者およびボードメンバー[3]
- Electronic Business Groupの創設者（2000）
- フランスリーグ1フットボールクラブ、 Stade Rennaisの所有者
- ChâteauLatourの管理委員会のメンバー
- クリスティーズの役員

### コミットメント
2008年、フランソワ・アンリ・ピノーは、女性の権利を擁護し促進するためにKering Foundationを設立した 。2015年、ケリングはカンヌ国際映画祭と共にWomen in Motionプログラムを開始し、映画業界におけるジェンダー問題を提起した 。
フランソワ・アンリ・ピノーは Richard Bransonが設立した非営利団体 The B Teamのメンバー 。2009年、彼は地球上の様々な場所の空撮映像を示し、人類がどのように地球の生態学的バランスを脅かしているかについて議論するYann Arthus-Bertrandによるドキュメンタリー映画Homeに資金を供給した 。 2018年1月、ケリングはコーポレートナイツ グローバル100インデックスで持続可能なトップテキスタイル、アパレル、高級品企業に選ばれた 。
2016年6月、彼の父親のフランソワ・ピノーとともに、ピノー家の芸術コレクションの一部を収容することになっているパリのBourse de Commerceビルの改修プロジェクトを紹介した 。
投資会社アルテミス（Artémis）を通じて、2015年にクルーズ船の運航会社Compagnie du Ponantに投資し、2017年に技術投資会社Red River Westに投資した。2019年4月15日、大規模な火災のあったノートルダム大聖堂の再建に1億ユーロ（約120億円）を寄付すると表明した。

## 賞と栄誉
- 2006年： シュヴァリエドラレジオンドヌール [23]
- 2015年：GCCグローバルリーダーズオブチェンジ賞[24]
- 2015年  ：企業責任における基準を設定し、女性およびその他の少数民族に対する差別についての意識を高めることに対して、ADL（反中傷防止リーグ）国際リーダーシップ賞 [25]
- 2016：バニティフェア殿堂入り[14]
- 2018年： ハーバードビジネスレビューによる世界最高のCEO第4位[26]
- 2018年：フォーチューン誌による今年のビジネスマン第8位[27]

## 私生活
フランソワ・アンリ・ピノーは、1996年から2004年にかけてDorothée Lepèreと結婚し、2人の子供、息子François（1999年生）と娘のMathilde（2001年生）がいる 。
スーパーモデルのリンダ・エヴァンジェリスタと2006年1月から2006年10月にかけて交際、二人の間には2006年10月オーガスティン・ジェームズ・エヴァンジェリスタが生まれた。
2006年4月、女優サルマ・ハエックと交際を始めた。 2007年3月、ハエックが妊娠していたことが報じられ、同月後半、婚約した 。二人の間には2007年9月21日に娘Valentinaが生まれた。  二人は2009年2月14日、パリの6区の市庁舎で結婚した。 2ヵ月後の2009年4月25日、ヴェネツィアの家族や友人の前で結婚式の誓いを更新した。
フランソワ・アンリ・ピノーは、アイダホ州サンバレーで毎年開催されている投資銀行Allen＆Co .の一週間に及ぶ会議に、彼の妻と共に定期的に参加している 。